# Johnny Barbieri
Johnny Barbieri (Lima, 1 de junio de 1966) es un poeta, narrador, docente y promotor cultural peruano.

## Biografía
Último de seis hijos varones de Alejandrina Camposano Palomino y Ernesto Barbieri García.
Sus primeros estudios los realizó con el maestro Aníbal González, quien lo formó en la religión budista (1973-1978), lo cual fue uno de los detonantes para su inquietud artística. Años después haría un homenaje a esta etapa de su vida publicando su poemario Libro Hindú en 2005.
Su secundaria la realizó en la IE Luis A. Cabello Hurtado, en cuyas aulas leyó asiduamente la poesía de César Vallejo. Sus primeros textos tienen una marca vallejiana, de la que solo pudo desprenderse cuando, ya en la universidad, conjuntamente con su amigo el poeta Leoncio Luque, hizo una quema de poemas escolares, y se adentró a la lectura de Martín Adán y César Moro.
Estudió Lengua y Literatura en la Universidad Nacional Federico Villarreal, donde conocería a un grupo de amigos con quienes funda en 1990 la agrupación poética Noble Katerba. Es la etapa en la que se adentra al surrealismo, a la música trova, a las lecturas de Julio Cortázar y Gabriel García Márquez, a las canciones de Sui Géneris que había traído al grupo Emma Cadenas.
Publica su primer poemario, Branda en 1993, libro de marcado acento surrealista y a partir del cual asumiría la dirección del sello editorial Ediciones Noble Katerba.
Estudió sociología en la Universidad Nacional Mayor de San Marcos, donde en 1995 integraría el grupo nihilista La Mano Anarka, grupo de resistencia contra el régimen de aquellos años.
En 1997 contrajo matrimonio con la profesora Carmen Lizama Zamudio, con quien tuvo tres hijos: Giordano, Vicenzo y Sachenka.
Gana el Premio Nacional de Educación Horacio en 2003 con la obra Viajando a Nairobi, que luego publicará en su edición completa con el nombre de Libro Hindú (2005).
Estudia una maestría en Literatura Peruana y Latinoamericana en la Universidad Nacional Mayor de San Marcos.
En 2006 muere su madre; a ella le escribirá el libro Corazón de abril, que publicará en 2011.
En 2008 inicia una serie de viajes por Latinoamérica para participar en diversos encuentros internacionales de poesía: Chile, Cuba, México, Colombia, Argentina, Bolivia. Nace así su libro sobre América, que lo publicará en una suerte de trilogía: Sol Rupestre (2021), Supremo sur (2023) y Madre América (2025).
En 2017 viaja a Europa para cumplir con algunas presentaciones personales. Visita Madrid, Toledo, París, Venecia, Florencia, Pisa y Roma.
Gana el Premio Copé de Oro de Poesía en 2019 con su obra Expediente Vallejo, un tributo a César Vallejo, poeta que lo inspiró en su etapa escolar.
En enero de 2024 vuelve a Europa, esta vez para rendir homenaje al surrealismo por sus cien años. Presenta en París (epicentro del movimiento surrealista) su libro Casa Maldoror, tributo a la poesía de César Moro y al surrealismo en general. Visita Lisboa, Madrid, Barcelona, París, Bruselas y Brujas.

## Obras

### Poesía
- Branda (1993)
- El libro azul (1996)
- MAKA (1999)
- Jugando a ser Dios (2000)
- Carne de mi carne (2002)
- La virgen negra (2003)[4]
- Libro hindú (2005)[5]
- Yo es otro (2007)
- Corazón de Abril (2011)[6]
- Bandera de herejes (2015)[7]
- Expediente Vallejo (2021)[8]
- Sol rupestre (2021)[9]
- Supremo sur (2023)
- Casa Maldoror (2024)[10]
- Madre América (2025)

### Poesía para niños
- Filigranas para Camila (2023)

### Narrativa
- La edad de oro (2010, cuentos)[11]
- Pampa de perros (2012, novela)
- El cabaret verde (2016, cuentos)
- El hijo rojo y otros cuentos (2018)[12]

### Antología personal
- Rotos todos los cabos (2013, poesía)

## Premios
- 2019: Premio Copé de oro de poesía[13]
- 2015: 2.º Premio Nacional de Novela Horacio
- 2012: 3.º Premio Nacional de Novela Corta Horacio
- 2011: Premio de Poesía Taiwán[14]
- 2010: 2.º Premio Nacional de Cuento Horacio
- 2003: Premio Nacional de Educación Horacio – poesía

## Antologías
- Historia de la Literatura Peruana, tomo XI, Poesía – Teatro (1900-1995). Selección y estudio de César Toro Montalvo. Lima, A.F.A. Editores, 1996.
- La Generación del Noventa. Biblioteca Nacional del Perú. Lima, 1996.
- Poesía Concreta del Perú, vanguardia plena. Editorial San Marcos. Lima, 1998.
- Canarios en el árbol / Poesía del 90. Selección de César Toro Montalvo. Palabras del Oráculo, Universidad Cristiana del Perú “María Inmaculada”, Lima, 1998.
- Lienzo n.º 22, Consagración de lo diverso. Revista de la Universidad de Lima, 2001.
- Los Poetas del noventa. Selección de José Beltrán Peña. Revista Palabra en Libertad n.º 6. 2001.
- Luz hecha a mano. 12 poetas del noventa. Selección de Antonio Sarmiento. Colección Taller de Poesía V.3. Lima, 2001.
- Ríos viejos, voces nuevas. Ediciones Maribelina. Casa del Poeta Peruano, Lima, 2003.
- Los Diez, antología de la nueva poesía peruana. Editorial Santo Oficio. Lima, 2005.
- Noble Katerba, persistencia vital. Casa Barbieri Editores, Lima, 2007.[15]
- Como verdes guitarras de eucaliptos. Fondo Editorial de la Municipalidad Provincial de Huari. 2010.
- Confesiones de un descreído. Eclosión Editores. Lima, 2012.
- Orografía de las lenguas. Ediciones Maribelina. Lima, 2012.
- Palabras para un nuevo mundo. Fundación Cultural Camilo Sedas. Santiago de Cali, 2017.
- Voz celestial, poesía total. Ediciones Vicio Perpetuo. Lima, 2022.
- Historia de la Literatura Peruana, tomo XVII. SDA Editores. Lima, 2024.[16]
- Mixtura esencial, antología de poesía total. Ediciones Vicio Perpetuo. Lima, 2024.